# Cabinet War Rooms

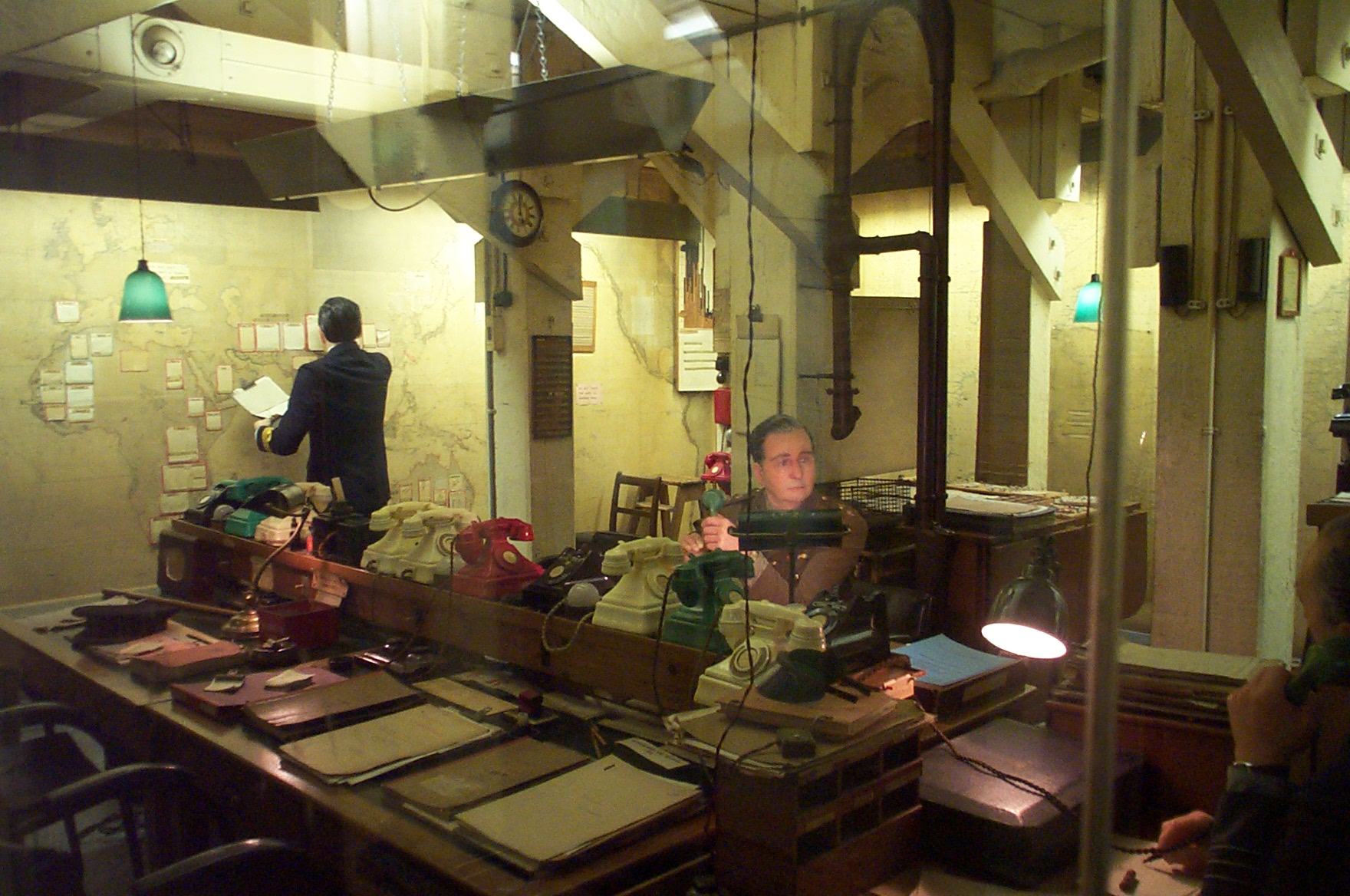
Map Room (2006)

Die Cabinet War Rooms in London ist die ehemals geheime Kommandozentrale der britischen Kriegsführung im Zweiten Weltkrieg. Ihr Bau begann im Juni 1938 und sie dienten zwischen 1939 und 1945 als Befehlszentrale der britischen Streitkräfte. Seit 1948 sind die Cabinet War Rooms als historische Stätte Großbritanniens ausgezeichnet; seit den 1980er Jahren können Touristen die Räume besichtigen. 2019 wurden die Churchill War Rooms von rund 621.000 Personen besucht. 2024 betrug die Besucherzahl etwa 557.000 Personen.
Die Bauarbeiten begannen im Juni 1938, kurz nach dem Anschluss Österreichs an das Deutsche Reich am 12. März 1938. Während dieser Zeit betrieb die britische Regierung gegenüber Deutschland weiterhin eine Appeasement-Politik, die am 30. September 1938 im Münchner Abkommen gipfelte. Während dieser ganzen Periode liefen die Bauarbeiten an den gegen mögliche Luftangriffe geschützten Cabinet War Rooms jedoch unvermindert weiter. So wurde z. B. die Decke verstärkt mit einer bis zu 3 m dicken Betonschicht. Außerdem wurden zusätzliche Stützpfeiler eingezogen.
Am 27. August 1939, eine Woche vor der britischen Kriegserklärung an das Deutsche Reich am 3. September 1939 wegen des Überfalls auf Polen, waren die Räume, die sich gut 15 Meter unter der Rückseite des Schatzministeriums gegenüber von St. James’s Park befinden, voll funktionsfähig. Die Anschrift lautet Clive Steps, King Charles Street.
Ursprünglich wurden die Räumlichkeiten als Central War Room eröffnet und am 29. Dezember 1939 umbenannt. Während des Zweiten Weltkriegs diente der unterirdische Bau der britischen Regierung, also dem Kriegskabinett unter Premierminister Winston Churchill, deren Beratern und den Stabschefs des Militärs als zentraler Kommandostand zur Koordinierung der britischen Streitkräfte in aller Welt.
In einer vormaligen Besenkammer wurde Mitte 1943 der streng geheime Transatlantic Telephone Room eingerichtet, von dem aus es eine direkte Telefonverbindung zwischen dem britischen Premierminister und dem US-Präsidenten Franklin D. Roosevelt gab. Die Leitung galt als abhörsicher und erlaubte es den beiden alliierten Staatsmännern, direkt und in voller Vertraulichkeit miteinander zu sprechen. Laut den Memoiren von Walter Schellenberg gelang es dem Forschungsamt der Deutschen Reichspost allerdings, die Telefonverbindung abzuhören.
Die Einrichtung war laut Broschüre des Imperial War Museum selbst vielen Mitarbeiterinnen und Mitarbeitern in den Cabinet War Rooms während des Krieges nicht bekannt. Aus Geheimhaltungsgründen hatte man dort nämlich die Tür einer ehemaligen Toilette eingebaut, an der oft engaged (besetzt) zu lesen war. So entstand das Gerücht, dass dort die „einzige zufriedenstellende Toilette“ des gesamten Komplexes sei, und die sei natürlich für den Premierminister reserviert.
Mit der Kapitulation Japans am 15. August 1945 (offizielle Unterzeichnung der Kapitulationsurkunde am 2. September) wurden die Cabinet War Rooms für die britische Kriegsplanung nicht mehr benötigt und stillgelegt. Die Räumlichkeiten wurden dann durch einen Beschluss des britischen Parlaments 1948 als historische Stätte deklariert.
Erst auf Initiative der damaligen britischen Premierministerin Margaret Thatcher wurden die Räumlichkeiten Anfang der 1980er Jahre in ihrer heutigen Form der Öffentlichkeit zugänglich gemacht. Sie liegen nur einige Schritte vom Palace of Westminster, dem Sitz des britischen Parlaments entfernt. Vor einigen Jahren wurde ein Churchill-Museum angegliedert und der Name des Museums geändert in „Churchill War Rooms“. Dieses gewann 1996 den Museumspreis des Europarates. Das Museum beherbergt eine kupferne Büste Churchills, gestaltet von Oscar Nemon in den 1950er Jahren. Die beiden waren befreundet gewesen.